# JUVENILE (曲)
「JUVENILE」は、音声合成ソフト・初音ミク歌唱のVOCALOID楽曲。2023年12月22日、音楽プロジェクト「ポケモン feat. 初音ミク Project VOLTAGE 18 Types/Songs」の第8弾として、日本のボカロP・じんによって発表された。

## 概要
2023年11月24日に、「ポケモン feat. 初音ミク Project VOLTAGE 18 Types/Songs」の第8弾としてじんが制作した楽曲が起用されることが発表される。12月22日にミュージックビデオがYouTube・ニコニコ動画にて公開され、翌23日にKARENTより配信限定シングルとして発売された。

## 制作
オファーを受けたじんは、長年『ポケットモンスター』をプレイしてきたプレイヤーとしての視点から生まれる作品を作りたいと考えたところ、旅の思い出が頭に浮かんだことから、街や道路で流れるBGMをメインに楽曲を作ろうと決めた。イントロには『ポケットモンスター 赤・緑』でゲームのスタート時に流れるBGM「マサキのもとへ－ハナダより」のアレンジが使用されている。意識してこの曲を使用しようという意図があったわけではないが、旅の始まりといえばこの曲だという印象があったのではとじんは語っている。
普段はシステマチックに制作することが多いが、本曲は、自分の旅の思い出をただ伝えたかっただけで超自然的に生まれてきたと語っている。タイトルはギリギリまで悩んだが、ふと他人事のように感じる瞬間に、「この作品は『JUVENILE』を名乗ればいいんじゃないか」と感じたことからそれをタイトルにすることが決定した。

## ミュージックビデオ
イラストはたま、アニメーションは山下RIRI、背景アートはNaBaBaが担当。トレーナー姿の初音ミクとイーブイの旅が描かれている。
ミュージックビデオに対してじんは細かく要望を伝えてはいないが、初音ミクを初音ミクらしくない姿で描くことは提案した。初音ミクに属人性がないからこそ、聴いた人が自分を投影しやすい造りになっている。

## 評価
2023年12月27日付のBillboard JAPAN「ニコニコ VOCALOID SONGS TOP20」では3位を獲得した。